# 民七事件
川藏戰爭，也称为第一次康藏纠纷、民七事件、第一次中藏戰爭，康巴人称为土马新世纪，是藏軍和川軍於1917年至1918年（民國六年至七年）的战争，藏军进攻康區（北洋政府於1914年成立了川边特别区），驱逐川军，將康區的大部分地区以及金沙江以东的德格、甘孜等地納入西藏噶廈統治。

## 背景

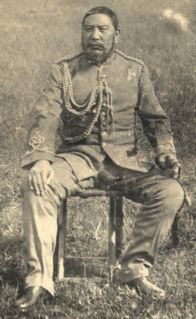
噶伦强巴旦达

辛亥革命后，北洋政府无力西顾，藏軍乘机進軍康區。民国初年（1912年），藏军攻陷理塘、盐井等廿余县，稍后被四川都督尹昌衡、云南都督蔡锷率川、滇联军，次第大部收复。并划西康为川边特别区，设置镇守使。是为“第一次康藏纠纷”。1914年，西藏噶厦派噶伦强巴旦达进兵太昭等地区。时川边军统领彭日升驻守昌都，与藏军对峙。1914年衝突各方簽訂的西姆拉條約事後被中方拒絕承認，導致西藏未有獲各方承認的境界線。

## 战争起因
民国六年（1917年）9月，驻类乌齐藏兵越界割草，被川边军抓捕杀害，致起战端。

## 战争经过
1918年1月，藏军攻陷类乌齐，1月12日攻陷恩达，进而陷察雅。2月下旬，藏军攻占昌都之后山。 3月1日攻陷宁静，4月，又陷鸡心山，17日彭日升與1,400名川边军缴械献城，昌都易手。噶伦强巴旦达令将投降的川边军官兵分批解藏，戰俘後來獲釋回到雲南。彭日升被終生監禁在拉薩，於1930年去世。諾那呼圖克圖也因為通敵被判終生監禁，但他後來越獄。当时的战斗范围之大，战事的惨烈，可以由三位藏军的将领（“代本”等同于团长），代本普朗瓦（Dapon Phulungwa）、代本晋巴（Dapon Jinpa）、代本察林（Dapon Tailing）在战斗中被杀死而加以评估。两边死伤的人数似乎都相当众多，然而确切的数字无法得到。一个英国人的记录里提到，在藏军包围昌都一役之中，驻守的一千名漢兵有超过一半死亡，而昌都一役只是双方交手的众多战役的其中一个。夏格巴写道，在昌都交战之前，“多个月的猛烈战斗后，藏军重新取得绒布结热塘、康布色达、康布塘钦、类乌齐、伽桑卡、多珠古岗、次旺本觉、拉贡恩达拉贡念扎，和拉丹等地。”
昌都陷落之后，噶伦强巴旦达喇嘛让军队短暂歇息，又进而东逼甘孜、新龙。7月，川边军团长朱宪文驻守甘孜，奋战20余日，始挡住藏军的进攻，与藏军相峙于甘孜县之绒坝岔。

## 战争结局
1918年8月，川边镇守使陈遐龄派员赴拉萨交涉，始得议和。是时，英国副领事台克满到达昌都進行调解，边军代表刘赞廷和藏方代表噶倫喇嘛强巴旦达于1918年8月19日签定《中藏昌都停战条约》，以长江为藏川分界，然條約未得陈遐龄承认。民国七年（1918年）10月17日，作为川边镇守使陳遐齡的交涉员的韩光钧，同西藏藏军代本穹然木在甘孜绒坝岔缔结了停战协定十三条及停战退兵协定四款，約定类乌齐、恩達、昌都、察雅、宁静、贡觉、武城、同普、邓柯、石渠、德格、白玉等县与该处以西之地方，归藏官管辖，自此藏军退驻德格，边军驻甘孜。事件乃告解决。是为“民七事件”。

## 外部連結
- Militarisation of Dargyé Monastery: Contested Borders on the Sino-Tibetan Frontier during the Early Twentieth Century （页面存档备份，存于）, 155頁有昌都停戰協定分界圖